# Ölands runinskrifter Köping
Det finns 69, mestadels runstensfragment, med signum Öl Köping1 - Öl Köping74, därutöver tillkommer Öl ATA322-4215-2004 efter ett runstensfragment som hittades 2004. De flesta av dem finns i tornet på Köpings kyrka på Öland. Få av dessa stenar är berättigade till egna artiklar, men sammantagna är de intressanta, inte minst därför att många av dem har kvar rester av den ursprungliga målningen. Här följer en lista med mycket kortfattad beskrivning samt de runtextfragment de innehåller. Texterna återges i translitteration, normalisering och översättning (ännu ej komplett). Listan bygger på uppgifter från Samnordisk runtextdatabas. 
Öl Köping1 (fragment av runsten, brunviolett kalksten) 
... riti : st-... ...-... ...(b) (×) (s)...  (... rétti st[ein] ... ... ...) '... uppreste stenen ...'
Öl Köping2 (fragment av runsten, brunviolett kalksten)
... ...þ hialbi × henaR × salu × auk ... (... [Gu]ð hjalpi hennar sálu ok ...) '... Gud hjälpe hennes själ och ...'
Öl Köping3 (fragment av runsten, gråaktig kalksten) 
... bui × lit × r... ... sin ku... (... Búi/...búi lét r[eisa]/r[étta] ... sinn gó[ðan]). '...-boe (el. Boe) lät resa ... sin gode ...'
Öl 47 (gavelsten till kista, gråvit sandsten, ornamentik i relief. Hör ihop med Öl Köping5) 
askutr × auk × (þ)-... ... ...-R × ...r sin × (a)u...in (Ásgautr ok ... ... [epti]r [fôðu]r(?) sinn, Ey[ste]in) 'Åsgöt och ... efter sin fader(?) Östen.'
Öl Köping5 (Gavelhäll till kista, gråvit sandsten. Hör ihop med Öl 47)
× k-...'
Öl Köping6 (Gavelhäll till kista, gråvit sandsten. Hör ihop med Öl 47)
liti * kuþ * sau... ... -...ratis' (Letti Guð sal ... paradis.) 'Lätte Gud ... själ ... paradis.'
Öl Köping7 (Runsten, brunviolett kalksten) 
þirui ' (r)i-... ... -aistu * at bruþur * sin (Þyrvé rei[sti] ... [r]eistu at bróður sinn.) 'Tyrvi reste … reste efter sin broder.'
Öl Köping8 (fragment av runsten, brunviolett kalksten, färgspår: röda runor, svarta ramlinjer och ornamentik)
... : la...
Öl Köping9 (fragment av runsten, kalksten)
...k---... ...f...
Öl Köping10 (fragment av runsten, brunviolett kalksten, färgspår: vita runor, svarta ramlinjer) 
... ...- * st... ... (... [eptir](?) ... ...) '... efter(?) ...'
Öl Köping11 (fragment av runsten, rödaktig kalksten, reliefhuggen, endast ornamentik bevarad, färgspår: svart yta) 
(ingen text)
Öl Köping12 (fragment av runsten, brunviolett kalksten, färgspår: röda runor, svarta ramlinjer) 
... * ra... ...'
Öl Köping13 (fragment av runsten, brunviolett kalksten) 
...-t(a)...
Öl Köping14 (fragment av runsten, brunviolett kalksten)
...(r) × mest × a × -... (... mest á ...) '... störst på(?) ...'
Öl Köping15 (fragment av runsten, brunviolett kalksten, endast ornamentik bevarad) 
Öl Köping16 (fragment av runsten, grå kalksten) 
... × þorki... ...' (... Þor... ...) '... Tor-... ...'
Öl Köping17 (fragment av runsten, brunviolett kalksten, reliefhuggen, färgspår: svart yta, rött runband) 
... biur... ... (... Bjôr[n]/...bjôr[n] ...) '... Björn el. -björn ...'
Öl Köping18 (fragment av runsten, brunviolett kalksten, reliefhuggen)  
...rmu-... ... ...n × iuk (... ... ... hjó) '... högg.'
Öl Köping19 (fragment av runsten, grå kalksten endast ornamentik på detta fragment). 
Öl Köping20 (fragment av runsten, grå kalksten) 
...(u)(r)(k)... ... ...-k × muþur × sina ... ...-albi × sial (... ... ... móður sína. ... [hj]alpi sál.) '... sin moder. ... (Gud) hjälpe själen.'
Öl Köping21 (fragment av runsten, grå kalksten)  
...uar lit ... þorkai... ... (<...uar> lét ... Þorgei[r] ...)
Öl Köping22 (fragment av runsten, brunviolett kalksten, färgspår: röda och svarta runor.) 
...a at sui... ... (... at Svei[n](?) ...)

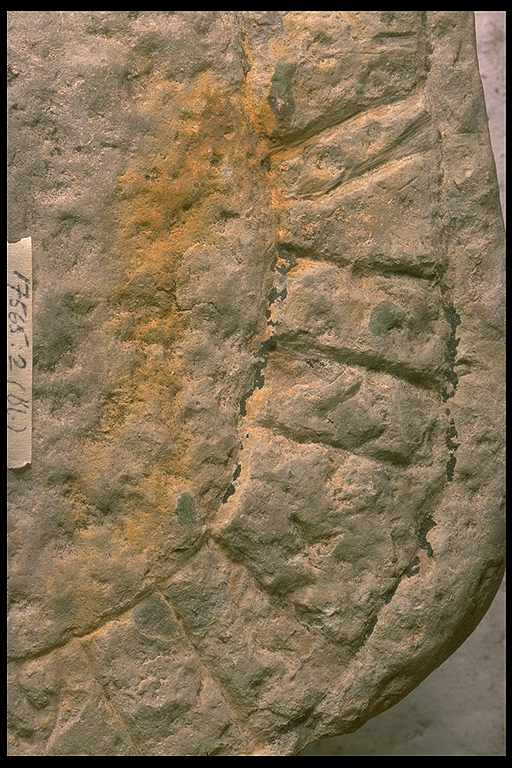
Öl Köping23, fragment.

Öl Köping23 (fragment av runsten, grå kalksten, färgspår: svarta runor och ramlinjer, rött i runbandet) 
... ...- × suein × þaiR × retu ... (... [ok](?) Sveinn, þeir réttu ...)
Öl Köping24 (fragment av runsten, violettbrun kalksten, reliefhuggen, endast ornamentik bevarad. Ytan svartmålad, figurerna röda med vit färg under). 
Öl Köping25 (fragment av runsten, brunviolett kalksten, reliefhuggen, endast ornamentik bevarad, färgspår: svart yta och röd yttercirkel) 
Öl Köping26 (fragment av runsten, brunviolett kalksten, reliefhuggen) 
× asi × ... (Ási ...)
Öl Köping27 (3 fragment av runsten, brunviolett kalksten, reliefhuggen, yta svart och röd, svart färg i runorna). 
... × roþkerþa × a... ... (... Hróðgerða o[k](?) ...)
Öl Köping28 (fragment av runsten, röd kalksten)
...-urn × ... ([Bj]ôrn/...[bj]ôrn ...)
Öl Köping29 (fragment av runsten, grå kalksten) 
... × faþur × si... ... (... fôður si[nn] ...)
Öl Köping30 (fragment av runsten, rödbrun kalksten, reliefhuggen) 
... ...uk × santa × mari × auk × san(t)... ...' (... ok Sankta María ok Sankt[a] ...)
Öl Köping31 (fragment av runsten, brunviolett kalksten, reliefhuggen, endast ornamentik bevarad)  
Öl Köping32 (fragment av runsten, grå kalksten, reliefhuggen svart färg på ytan)
...an ' ...
Öl Köping33 (fragment av runsten, blågrå kalksten) 
... : rita ... (... rétta ...)
Öl Köping34 (fragment av runsten, brunviolett kalksten) 
-ota × auk + m... ... ko(þ)... ... ([D]óta(?) ok ... ... Góð[r](?) ...)

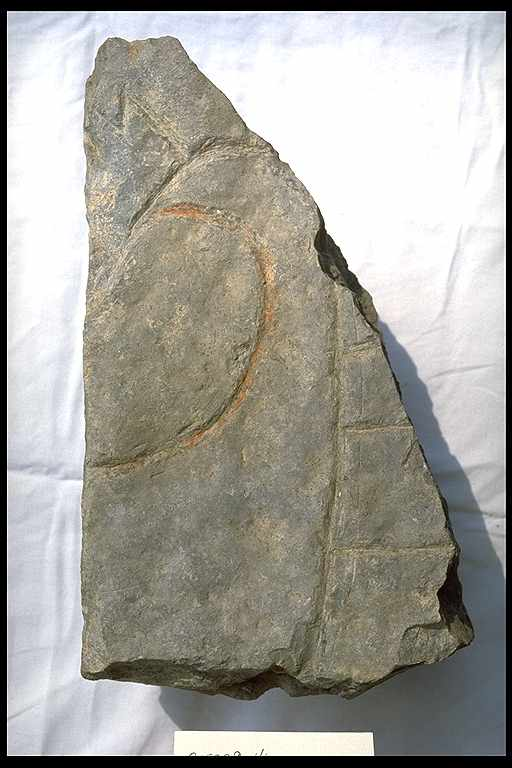
Öl Köping35, med spår av ursprunglig färg.

Öl Köping35 (fragment av runsten, brunviolett kalksten, färgspår: röd ornamentik, svart ramlinje) 
...s-...--n--...
Öl Köping36 (fragment av runsten, brunviolett kalksten reliefhuggen, färgspår: röda runor, ytan svart och röd) 
... auk .. (... ok ...)
Öl Köping37 (fragment av runsten, rödbrun kalksten reliefhuggen, färgspår: yta och runor svarta)  
...ir × eftiR ... (... eptir ...)
Öl Köping38 (fragment av runsten, brunviolett kalksten, reliefhuggen, färgspår: ytor svarta, röda slingor, runor röda och svarta. Samma som gjort Öl Köping39.) 
...-in × auk × þiula... ... at × faþu... ... (... ok Þjóð... ... at fôðu[r] ...)
Öl Köping39 (fragment av runsten, brunviolett kalksten, reliefhuggen, färgspår: ytor svarta, röda slingor, runor svarta och vita. Samma som gjort Öl Köping38.) 
... ...r si × koþan × kuþ × ...' (... [fôðu]r/[bróðu]r sinn góðan. Guð ...)

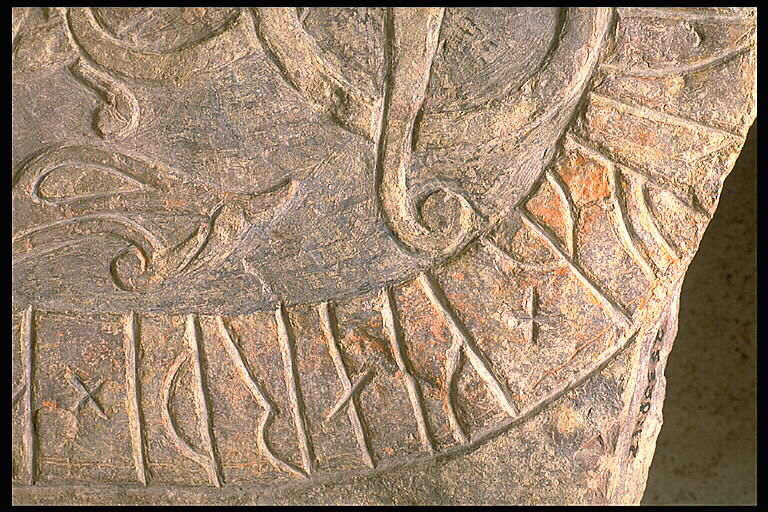
Öl Köping40 ...-ulf gjorde minnesmärket ...

Öl Köping40 (fragment av runsten, brunviolett kalksten, reliefhuggen, färgspår: ytan svart, ornamentik & runband röda, runor svarta.)
...þulfR × kiarþi × kumb- ... (...ulfr gerði kum[l] ...)
Öl Köping41 (fragment av runsten, brunviolett kalksten, färgspår: svarta runor, rött ormhuvud). 
i(a)... ... -uain * sun s... ... (... ... [S]vein, son s[inn] ...)
Öl Köping42 (2 fragment av runsten, grå kalksten. endast ornamentik bevarad, färgspår: röd ornamentik) 
Öl Köping43 (fragment av runsten, grå kalksten, endast ornamentik bevarad) 
Öl Köping44 (fragment av runsten, brunviolett kalksten, eventuellt svart färg i ramlinjerna) 
... ...in × koþan × kuþ ... (... [s]inn góðan. Guð ...)
Öl Köping45 (fragment av runsten, brunviolett kalksten, reliefhuggen, svart färg på ytan och i runor) 
... ...-rimar : litu : r... ... sin × (... Grímarr(?) létu r[eisa]/r[étta] ... sinn)
Öl Köping46 (fragment av runsten, gråaktig kalksten)
... ...u sina k... (... [kon]u(?)/[son]u(?) sína ...)
Öl Köping47 (fragment av runsten, brunviolett kalksten, färgspår: röda runor, svarta ramlinjer) 
... hialbi an- × ha(l)-... ... ha-... (... hjalpi ôn[d] <hal-...> ... ...)
Öl Köping48 (fragment av runsten, gråbrun kalksten reliefhuggen, färgspår på ytan, svarta runor). 
... ...R × suain × bont... ... (... [epti]r Svein, bónd[a] ...)
Öl Köping49 (fragment av runsten, brunviolett kalksten, färgspår: röda runor, svarta skiljetecken, ramlinjer och ornamentik)
... ...(t)ain × eftiR × biarn × sun × sin × kuþ ... (... [s]tein eptir Bjôrn, son sinn. Guð ...)
Öl Köping50 (fragment av runsten, brunviolett kalksten, färgspår: röda runor och ornamentslinjer). 
... ulfr -... ...i : stain : ... (... Ulfr ... [reist]i/[rétt]i stein ...)
Öl Köping51 (fragment av runsten, gråröd kalksten) 
... ...ftiR × ku(n)... ... (... [e]ptir Gunn.../kun[u] ...)
Öl Köping52 (fragment av runsten, brunviolett kalksten) 
þoriR × a... ... ...a ¤ faþur × sin × h... (Þórir o[k] ... ... fôður sinn. ...)
Öl Köping54 (runsten, brunviolett kalksten, färgspår: svarta runor) 
... ...it × raisa × stai- ... ...oanta × sin × ku(þ) ... (... [l]ét reisa stei[n] ... [b]ónda sinn. Guð ...
Öl Köping55 (fragment av runsten, brunviolett kalksten, färgspår: svarta runor, rött runband med svart konturlinje, röd ornamentik)  
... ...ftiR × haralt × faþur × ... (... [e]ptir Harald, fôður ...)
Öl Köping56 (fragment av runsten, färgspår: röda runor, svarta ramlinjer och svart kors). 
... ...kstain : faþur : sin : k-... ... (... [Si]gstein(?), fôður sinn G[uð]/g[óðan] ...)

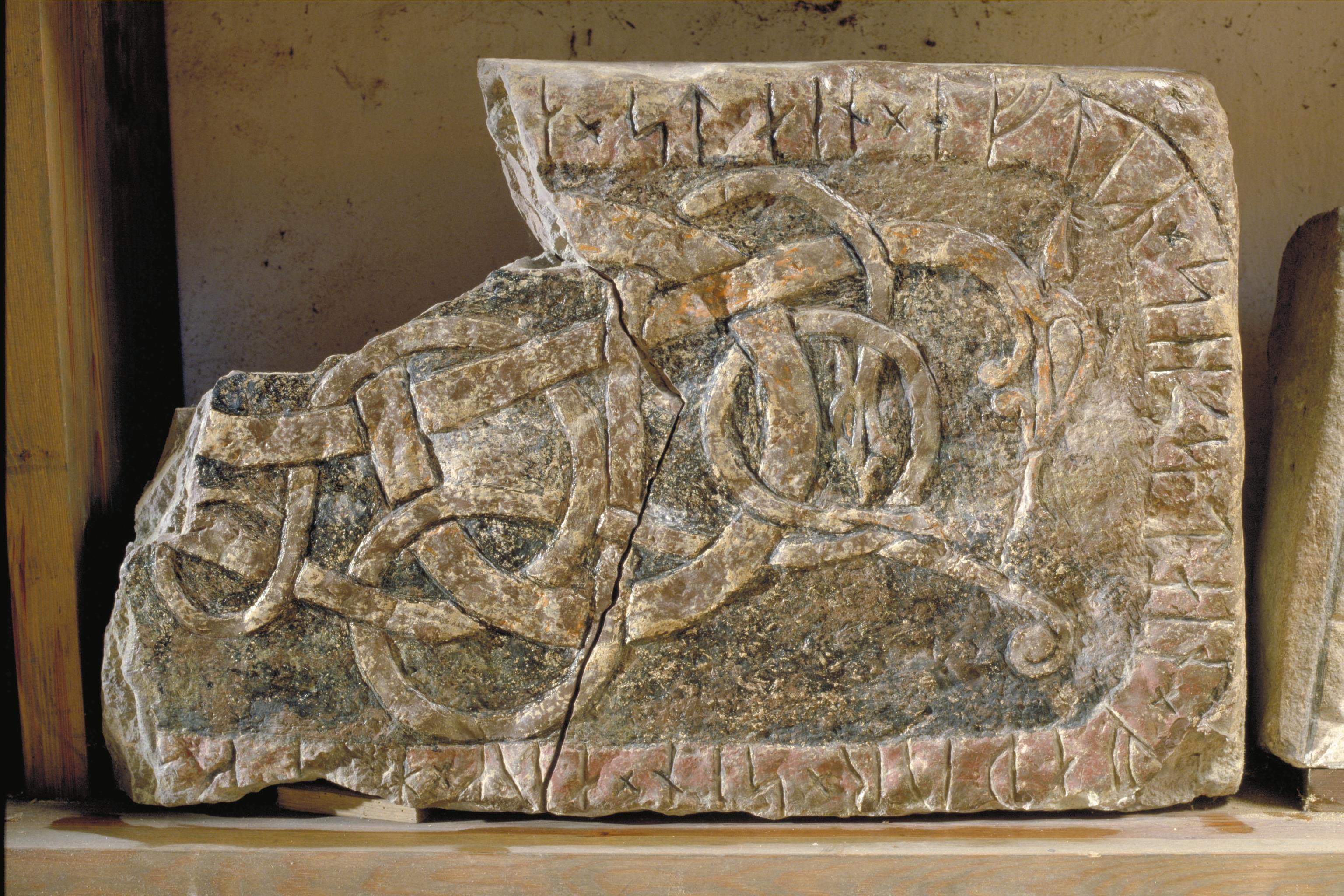
Öl Köping57

Öl Köping57 (runsten, violettbrun kalksten, reliefhuggen, färgspår: svarta runor, violett runband, röd ornamentik, konturlinjer svarta)
... ...a × stain × eftiR × sigstain × faþur × sin × auk × h...-k(a) ... (... ... stein eptir Sigstein, fôður sinn, ok H[el]ga(?) ...)
Öl Köping58 (fragment av runsten, brunviolett kalksten, färgspår: röda runor, svarta ramlinjer) 
... ...(t)ain * þinsa * abtiR * b-... (... [s]tein þenna eptir ...)
Öl Köping59 (fragment av runsten, brunviolett kalksten)
... ...aisa × ... ...-- ' (h)...-... (... [r]eisa ... ... ...)
Öl Köping60 (fragment av runsten, brunviolett kalksten) 
... ...n f-(þ)-... ... (... ... f[ô]ð[ur] ...)
Öl Köping61 (fragment av runsten, grå kalksten) 
... at ... (... at(?) ...)
Öl Köping62 (fragment av runsten, grå kalksten)  
...-rtr ' kiar... ... (... ger[ði]/ger[ðu] ...)
Öl Köping64 (fragment av runsten, grå och röd kalksten, reliefhuggen, färgspår: ytan och runor svarta, runbandet rött, förkommen)
[... ...karþi × mo(þ)(u)... ...] (... ...gerði, móðu[r] ...)
Öl Köping65 (fragment av runsten, brunviolett kalksten, reliefhuggen, förkommen) 
[... ...org * ...] (... ...[bj]ôrg ...)
Öl Köping66 (fragment av runsten, brunviolett kalksten, förkommen)
[... rit- ...] (... rétt[i] ...)
Öl Köping68 (runsten, på Borgholms stadsmuseum)
fruþi × ...--------- × karl × auk ...-...-...-- faþur * sin kuþan (Fróði ... Karl ok ... fôður sinn góðan.)
Öl Köping69 (runsten, violettbrun kalksten, färgspår: rödorangea runor, svarta ramlinjer, ornamentik svart och röd)  
... ...-uk : þaiR bruþr * litu * reisa * stain eftiR * skuka ... (... ok þeir brœðr létu reisa stein eptir Skóga ...)
Öl Köping70 (fragment av runsten, violettbrun kalksten, reliefhuggen, färgspår: rött runband och ornamentik, ytan svart) 
... ...(a)isa × stain × ef--... ... (... [r]eisa stein ep[tir] ...)
Öl Köping71 (fragment av runsten, färgspår: svarta och röda runor, röd ornamentik, på SHM)   
... ...rn × lit × raisa × -... (... [Bjô]rn(?)/...[bjô]rn(?) lét reisa ...)
Öl Köping72 (två fragment av runsten, brunviolett kalksten, endast ornamentik bevarad, reliefhuggen, färgspår: svart yta, korset svart och rött, på SHM) 
Öl Köping73 (fragment av runsten, brunviolett kalksten, endast ornamentik bevarad, färgspår: rött, svart och vitt kors, på SHM) 
Öl Köping74 (tre sammanhörande fragment av runsten, grå kalksten, ett på SHM ett förkommet)  
[...-R lit ' r...] ... ...- ÷ sina ÷ k... (... lét r[eisa]/r[étta] ... ... sína ...)
Öl ATA322-4215-2004 (fragment av runsten, kalksten) 
× suein ... (Sveinn ...) Sven ...